# Demokratyczna Republika Konga na Letnich Igrzyskach Olimpijskich 2024
Demokratyczna Republika Konga na Letnich Igrzyskach Olimpijskich 2024 – reprezentacja Demokratycznej Republiki Konga na Letnich Igrzyskach Olimpijskich 2024, które odbywały się w dniach 26 lipca – 11 sierpnia 2024 roku w Paryż. Kraj był reprezentowany na letnich igrzyskach olimpijskich po raz dwunasty. Reprezentacja składała się z 6 zawodników – 3 kobiet i 3 mężczyzn, którzy rywalizowali w 4 dyscyplinach.

## Skład reprezentacji

### Boks
| Zawodnik        | Konkurencja  | 1/8 finału         | Ćwierćfinał      | Półfinał         | Finał            | Pozycja | Źródła |
| Zawodnik        | Konkurencja  | Przeciwnik Wynik   | Przeciwnik Wynik | Przeciwnik Wynik | Przeciwnik Wynik | Pozycja | Źródła |
| --------------- | ------------ | ------------------ | ---------------- | ---------------- | ---------------- | ------- | ------ |
| Brigitte Mbabi  | do 66 kg (k) | Suwannapheng P 1-4 | NQ               | NQ               | NQ               | 9.      | [ 2 ]  |
| Marcelat Sakobi | do 57 kg (k) | Turdibekowa P 2-3  | NQ               | NQ               | NQ               | 9.      | [ 3 ]  |

### Judo
| Zawodnik      | Konkurencja  | 1/16             | 1/8              | Ćwierćfinał      | Półfinał         | Finał/BM         | Pozycja | Źródła |
| Zawodnik      | Konkurencja  | Przeciwnik Wynik | Przeciwnik Wynik | Przeciwnik Wynik | Przeciwnik Wynik | Przeciwnik Wynik | Pozycja | Źródła |
| ------------- | ------------ | ---------------- | ---------------- | ---------------- | ---------------- | ---------------- | ------- | ------ |
| Arnold Kisoka | do 60 kg (m) | Wolczak P 0-10   | NQ               | NQ               | NQ               | NQ               | 9.      | [ 4 ]  |

### Lekkoatletyka
| Zawodnik          | Konkurencja | Preeliminacje | Preeliminacje | Eliminacje | Eliminacje | Półfinał | Półfinał | Finał | Finał   | Pozycja | Źródła      |
| Zawodnik          | Konkurencja | Czas          | Pozycja       | Czas       | Pozycja    | Czas     | Pozycja  | Czas  | Pozycja | Pozycja | Źródła      |
| ----------------- | ----------- | ------------- | ------------- | ---------- | ---------- | -------- | -------- | ----- | ------- | ------- | ----------- |
| Dominique Mulamba | 100 m (m)   | DSQ           | DSQ           | DSQ        | DSQ        | NQ       | NQ       | NQ    | NQ      | -       | [ 5 ] [ 6 ] |

### Pływanie
| Zawodnik                  | Konkurencja              | Eliminacje | Eliminacje | Półfinał | Półfinał | Finał | Finał   | Pozycja | Źródła |
| Zawodnik                  | Konkurencja              | Czas       | Pozycja    | Czas     | Pozycja  | Czas  | Pozycja | Pozycja | Źródła |
| ------------------------- | ------------------------ | ---------- | ---------- | -------- | -------- | ----- | ------- | ------- | ------ |
| Divine Miansadi           | 50 m stylem dowolnym (k) | 44,10      | 7.         | NQ       | NQ       | NQ    | NQ      | 79.     | [ 7 ]  |
| Aristote Ndombe Impelenga | 50 m stylem dowolnym (m) | 29,04      | 6.         | NQ       | NQ       | NQ    | NQ      | 70.     | [ 8 ]  |